# Port lotniczy Dinard-Pleurtuit-Saint Malo
Port lotniczy Dinard-Pleurtuit-Saint Malo (fr. Aéroport de Dinard – Pleurtuit – Saint-Malo) – lotnisko cywilne obsługujące francuskie miasto Saint Malo. Port lotniczy jest usytuowany w odległości 5 kilometrów od miasta Dinard w komunie Pleurtuit w departamencie Ille-et-Vilaine.
W 2008 roku lotnisko obsłużyło łącznie ponad 201 tys. pasażerów

## Linie lotnicze i połączenia
| Linia lotnicza | Kierunek            |
| -------------- | ------------------- |
| L'Odyssey      | Sezonowo: 1. Genewa |